# Hemträsket (Djurö socken, Uppland, 658360-167549)
Hemträsket är en sjö på Harö i Värmdö kommun i Uppland och ingår i Norrström-Tyresåns kustområde. Sjön har en area på 0,0486 kvadratkilometer och ligger 4,5 meter över havet.

## Delavrinningsområde
Hemträsket ingår i det delavrinningsområde (658417-167582) som SMHI kallar för Rinner till Björkskärsfjärden. Medelhöjden är 10 meter över havet och ytan är 1,25 kvadratkilometer. Det finns inga avrinningsområden uppströms utan avrinningsområdet är högsta punkten. Avrinningsområdets utflöde mynnar i havet, utan att ha någon enskild mynningsplats.